# 邁特利利
32°16′22″N 3°37′39″E / 32.27278°N 3.62750°E

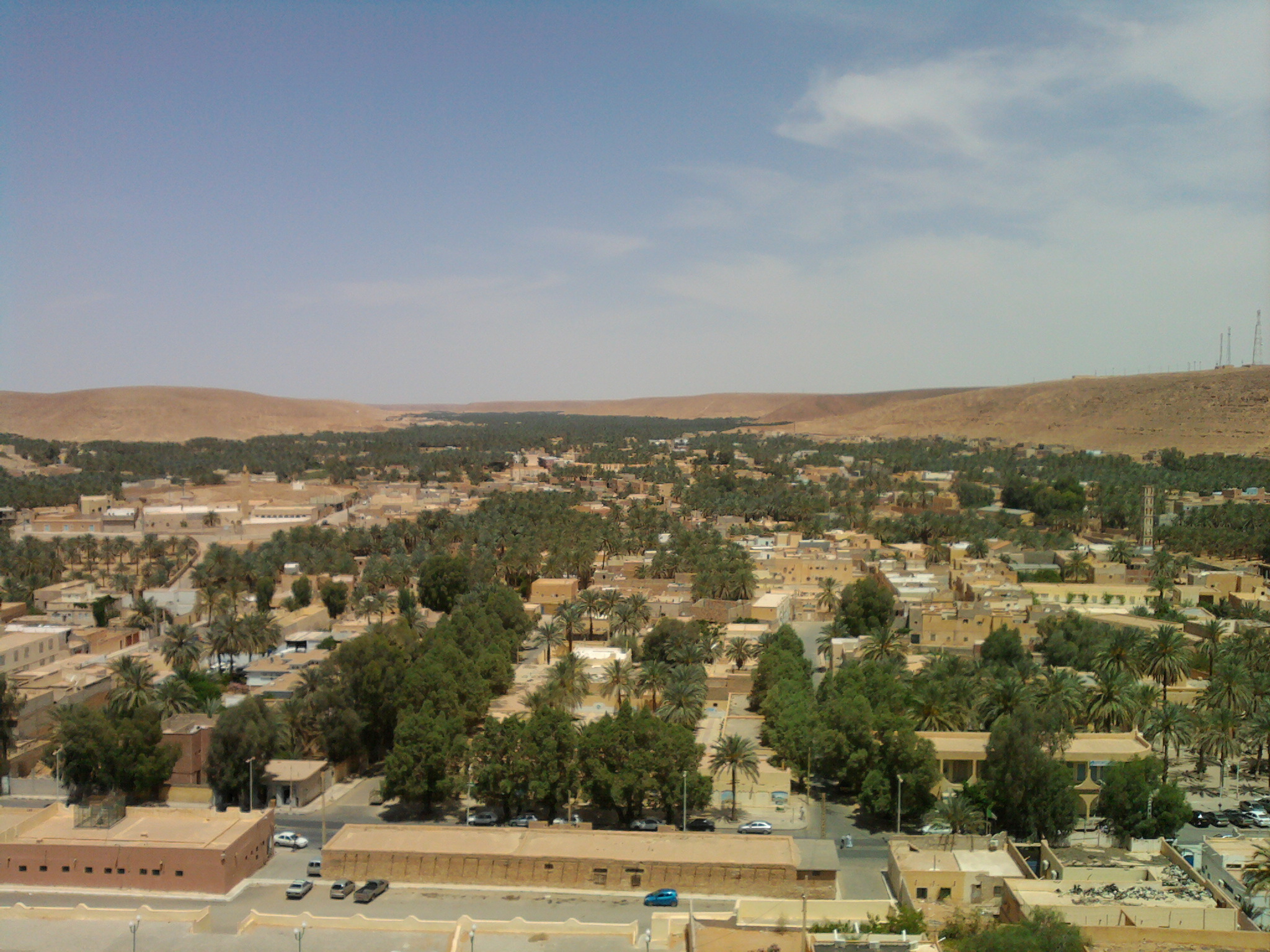

邁特利利（阿拉伯语：‎），是阿爾及利亞的城鎮，位於該國中部，由蓋爾達耶省負責管轄，是邁特利利區的首府，面積7,300平方公里，海拔高度500米，2008年人口40,576，人口密度每平方公里6人。